# Kyoto Tower

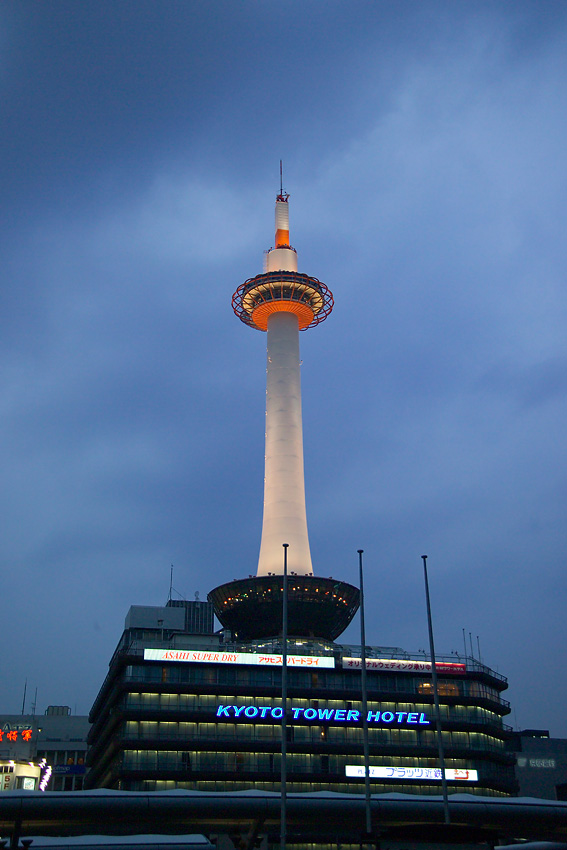
Kyoto Tower.

Kyoto Tower (京都タワー)är ett 131 meter högt TV-torn i Kyoto, Japan.
Tornet började byggas 1964 och invigdes 28 december samma år. Dess unika form är tänkt att efterlikna en japansk ljusstake. Istället för en stålram består dess fundament av stålringar.
På 100 meters höjd finns en observationsvåning varifrån man har en utsökt vy över staden, och detta är huvudanledningen att tornet är ett av Kyotos mest besökta attraktioner. Det är öppet dagligen mellan 09.00 och 21.00, för en mindre summa (700 yen, 2005) inträde.